# Европейская ассоциация географов
Европейская ассоциация географов (EUROGEO, ранее — Европейская сеть ассоциаций учителей географии) — научно-образовательная организация, объединяющая географов и географические организации Европы. Основана в 1979 году, зарегистрирована в Бельгии как международная неправительственная организация. Организует взаимодействие географов по всем направлениям развития теории, методики и практики географической науки, поддерживает международные географические проекты.
Основная цель ассоциации — продвижение географической науки посредством организации конференций, содействия учёным и учителям в публикациях, информационной поддержки географов в вопросах работы и трудоустройства, предоставления консультаций. Среди целей заявляет лоббирование статуса географии на европейском и национальном уровне, выработку рекомендаций для лиц, принимающих решения.

## История
Основана в 1979 году как Европейская сеть ассоциаций учителей географии, сокращённое название было также EUROGEO (как и после переименования). Изначальные цели сети были в организации консультаций в сфере географического образования, членами сети были ассоциации учителей географии стран Европы. Раз в два года представители этих ассоциаций собирались на встречи, организуемые Европейской комиссией. Управлялась небольшой группой волонтёров.
В 1987 году EUROGEO получает статус международной неправительственной организации, представленной в Совете Европы. С этого времени её представители участвуют во встречах представителей неправительственных организаций в Страсбурге, будучи голосом географии и географов там. В 2003 году статус ассоциации, как и других неправительственных организаций, был пересмотрен с консультативного до полного участия в Совете Европы.

## Членство
Членами EUROGEO являются географы и профессионалы в других отраслях, имеющих отношение к географии, работающие в государственном, частном и академическом секторах. Выделяется четыре категории членов:
- индивидуальные члены,
- пенсионеры и молодёжь,
- бывшие и нынешние члены EGEAN и EGEA (EGEA — Европейская ассоциация студентов-географов[2]),
- коллективные члены

## Публикации
Ассоциация выпускает большое количество книг, статей, журналов, сборников трудов конференций, а также издаёт научный журнал European Journal of Geography. Выходит также журнал для географического образования, «Review of International Geographical Education Online».

## Управление
Управление ассоциацией осуществляется президиумом, состоящим из президента, генерального секретаря, казначея и пяти вице-президентов. Президиум ответственен за финансы и управление ассоциацией. В президиум могут кооптироваться члены ассоциации для выполнения определённых задач.